# The Motel Life
The Motel Life (conocida en español como La Vida en un Motel o Viviendo en un Motel) es una película Estadounidense del año  2012 de género dramático y es protagonizada por Emile Hirsch, Stephen Dorff, Dakota Fanning, y Kris Kristofferson. Dirigida y producida por los hermanos Alan y Gabriel Polsky, el guion fue adaptado por Noah Harpster y Micah Fitzerman-Blue de la novela del mismo nombre de Willy Vlautin. La película se rodó en Gardnerville, Minden, Reno, y la ciudad de Virginia y también cuenta con secuencias animadas dibujadas por Mike Smith.
La vida en un motel se estrenó en el Festival de Cine de Roma en 2012, donde ganó el premio del público, mejor guion, mejor montaje, y el premio de la crítica. Se pasó a jugar en el Festival de Cine de Mill Valley, en el Festival,Internacional de Cine de Chicago, el Festival de Cine de Filadelfia, y el Festival de Cine de Woodstock. La película se estrenó en salas de cine bajo el público en general el 8 de noviembre de 2013.

## Argumento
En 1990, Frank y Jerry Lee Flannigan, hermanos que van a la deriva sin rumbo, intentan escapar de sus vidas sin esperanza a través de su creatividad y consumo excesivo de alcohol. Cuando Jerry Lee golpea y mata a un niño en un accidente de golpe y fuga, los dos empacan inmediatamente sus pertenencias y salir de la ciudad. Sin embargo, Jerry Lee abandona su hermano en un restaurante, destruye el coche, y le quita su pistola en algún momento la novia de Polly. Jerry Lee pierde los nervios antes de que pueda suicidarse y en su lugar se pega un tiro en la pierna, que ya estaba amputada desde la rodilla. retrocesos posteriores revelan que esa madre de los niños murió cuando eran jóvenes, y, con su padre desaparecido, los dos se embarcan en su propio; la pierna de Jerry Lee se lesiona cuando intentan guardar distancia en un tren.
Cuando Polly alerta a Frank que Jerry Lee está en el hospital, él se apresura para estar con su hermano. Aunque Frank intenta tranquilizar a Jerry Lee que el niño era un vagabundo sin amor como ellos, Jerry Lee sigue siendo dudosa y con sentimiento de culpa. Cuando la policía comienzan a juntar todas las pistas, los hermanos deciden una vez más a huir de la ciudad, aunque la pierna de Jerry Lee se ha infectado. Frank se reúne con sus amigos, que sugieren que invertir sus escasos ahorros en el Tyson vs Douglas combate de boxeo. Gracias a la liquidez después inesperada victoria de Douglas, Frank dona parte de sus ganancias a la familia del niño muerto y compra un automóvil de la figura paterna infancia Earl Hurley, quien le aconseja no pensar en sí mismo como un perdedor.
Frank se cuela su hermano fuera del hospital al igual que llegue la policía. Jerry Lee se excita al ver que Frank ha rescatado a un perro maltratado, y los tres se dirigen a un pequeño pueblo. Aunque Frank profesa que haya ninguna razón para ir allí, más tarde se revela que su exnovia, Annie James, vive allí. Ella le ha enviado tarjetas postales pidiendo perdón por una acción no especificada. Cuando Jerry Lee presiona Frank para discutir sus pensamientos y sentimientos, Frank explica que él llamó la prostitución forzada de Annie por su madre abusiva. Alentados por Jerry Lee, Annie y Frank reavivar lentamente su relación. Mientras tanto, Jerry Lee hunde más en la depresión, alegando que ninguna mujer va a querer a un hombre con una sola pierna, especialmente después de haber quitado la vida a un niño.
alcoholismo y aparentes úlceras de Frank comienzan a preocuparse Jerry Lee. Al mismo tiempo, la pierna infectada de Jerry Lee comienza a crecer peor. Incapaz de cuidar de sí mismo, Jerry Lee se ve obligado a solicitar la ayuda de Frank cuando toma una ducha y orina. El vínculo hermanos más sobre sus dificultades, pero Frank se mantiene con cautela evasivo sobre su relación con Annie. Como Jerry Lee se hace más enfermo, se afirma que las historias de Frank a menudo cuentan con finales trágicos, especialmente para las mujeres. Cuando Jerry Lee está hospitalizado una vez más, Frank relata una nueva historia con un final feliz, pero antes de que pueda terminar, Jerry Lee muere a causa de la infección. En la escena final de la película, Frank conoce a Annie en su lugar de trabajo, y él se compromete en ella.

## Recepción
Rotten Tomatoes informa que el 71% de los encuestados 38 críticos dio a la película una crítica positiva; la valoración media es de 6.2 / 10. Los estados generales de consenso: "El Motel La vida trasciende su guion frustrante desigual con algo de trabajo pendiente a partir de un molde con talento" Metacritic la calificaron 61/100 basado en 19 críticas Peter Travers de Rolling Stone escribió: "Sorprendente. . teñida de humor y angustia. Emile Hirsch y Stephen Dorff son excepcionales, comprometidos y apasionante." Sheila O'Malley de Rogerebert.com escribió:" una película muy caliente con un corazón muy amable. cada cuadro se siente bien, cada elección siente pensado, considerado. Todo ello se suma a un conjunto desgarrador. rendimiento de Stephen Dorff es una maldita cerca de la obra maestra de patetismo." Andy Webster, de The New York Times escribió, "La historia puede ser leve, pero las actuaciones y el ambiente resuenan. ". Jessica Kiang de Indiewire escribió,"Pero si bien no reinventar la rueda, o revolucionar el género, que alcanza sus ambiciones modestas afectivamente así, en gran parte debido a un puñado de actuaciones especialmente de cables Emile Hirsch y Stephen Dorff ".La cinematografía de Roman Vasyanov fue elogiada por The New York Daily News  y The Wall Street Journal.
Dibujó Hunt, de Slant Magazine escribió que "la película flatlines a un ritmo desordenado debido a los frecuentes cambios de tiempo y espacio". Boyd van Hoeij de Variety lo describió como "una película tan llena de escenas retrospectivas explicativas y secuencias animadas visualización de sus personajes 'hilos que sus verdaderos dramas están casi ocultas inventado. "[13] Peter Bradshaw de la Guardianwrote", la película de Alan y Gabe Polsky sobre dos hermanos hubo en las labores de ejecución con héroes que no son ni simpático o interesante ". Mick LaSalle del San Francisco Chronicle escribió el de los protagonistas que "tendría que ser una persona muy, muy agradable a la atención acerca de cómo funciona todo para ellos." 

## Premios
En 2012, The Motel Life recibió tres premios de cada cuatro nominaciones en el Festival de Cine de Roma. Hughes Winborne y Fabienne Rawley ganaron Associazione Italiana Montaggio Cinematográfico e Televisivo (AMC), Gabe Polsky y Alan ganaron el premio del público y Noah Harpster y Micah Fitzerman-Blue ganaron el mejor guion. Gabe Polsky y Allan también fueron nominados para el premio Golden Marc'Aurelio.
Werner Herzog organizó una proyección especial de la película en la Academia de Artes Cinematográficas y Ciencias y expresó su admiración por el debut en la dirección de los Polskys, afirmando que "Es realmente un logro de dos jóvenes realizadores ... Usted ve una parte de América que nunca se han visto en las películas. Kristofferson dijo que The Motel Life es la mejor película que ha estado nunca en la historia.

## Reparto
- Emile Hirsch es Frank Flannigan
- Stephen Dorff es Jerry Lee Flannigan
  - Garrett Backstreth es Jerry Lee a los 16 años
- Dakota Fanning es Annie James
- Kris Kristofferson es Earl Hurley
- Joshua Leonard es Tommy
- Dayton Callie es  Gary
- Noah Harpster es Al Casey
- Jenica Bergere es Polly Flynn

- Datos: Q3988392